# 韓永
韓永（？—1402年），陝西行省西安府（今陝西省西安市）人。
建文年间，韓永任兵科給事中、戶科右給事中，参与兵事议论。燕王朱棣攻入南京后，欲给其官位，韓永力辞，后不屈而死。弘光年間，追贈太常寺寺卿，諡莊介。